# Abborrtjärnen (Los socken, Hälsingland, 686010-145832)
Abborrtjärnen är en sjö i Ljusdals kommun i Hälsingland och ingår i Ljusnans huvudavrinningsområde.